# 松神駅
松神駅（まつかみえき）は、青森県西津軽郡深浦町大字松神字上浜松にある、東日本旅客鉄道（JR東日本）五能線の駅である。

## 歴史
- 1932年（昭和7年）10月14日：鉄道省（→国鉄）の駅として西津軽郡岩崎村に開業[2][3]。
- 1971年（昭和46年）10月1日：貨物および荷物の扱いを廃止[4]。無人化[5]。ただし、翌年3月31日までは（日曜・祝日を除く）6時から15時半まで旅客扱い要員を1名配置する[6]。
- 1987年（昭和62年）4月1日：国鉄分割民営化により、東日本旅客鉄道の駅となる[3]。
- 時期不詳：貨車改造の駅舎に改築。
- 時期不詳：現駅舎に改築。
- 2010年（平成22年）4月1日：深浦駅から五所川原駅に管理駅が変更となる。
- 2024年（令和6年）10月1日：えきねっとQチケのサービスを開始[1][7]。

## 駅構造
単式ホーム1面1線を有する地上駅である。かつては相対式ホーム2面2線の交換可能駅であった。開業時の駅舎は国鉄末期に撤去されており、のちに貨車に窓と出入口を取り付けて前面を一部改装した簡便な駅舎に改築され、さらに近代的な現駅舎に建て替えられた。
弘前統括センター（五所川原駅）の無人駅である。

## 駅周辺
日本海に沿った荒地が広がっている。
- 青森県道264号松神停車場線
- 国道101号
- 不動滝
- 松神発電所

## 隣の駅
東日本旅客鉄道（JR東日本）
■五能線
□快速
通過
■普通
白神岳登山口駅 - 松神駅 - 十二湖駅